# كنيسة الصعود (سوسات)
كنيسة الصعود (صعود يسوع) (بالروسية: Церковь Вознесения Господня)، هي كنيسة روسية أرثوذكسية تقع في قرية سوسات، منطقة سيميكاراكورسكي، روستوف أوبلاست، روسيا، تم تشييدها سنة 1914 على الطراز المعماري الروسي.

## تاريخ
من المعروف أنه قبل بناء كنيسة الصعود، كان هناك كنيستين في المستوطنة: الكنيسة الخشبية لصعود الرب، التي أنجزت في عام 1863، والثانية التي أقيمت في عام 1891.
تأسست كنيسة الصعود في قرية سوسات في عام 1906، واستمرت أعمال البناء حتى عام 1914.
تم تكريس اثنين من مصليات الكنيسة تكريما لرمزي السيدة كازان وعيد الصليب.
في عام 1929، تم إغلاق الكنيسة، واستخدمت مبانيها كمركز للترفيه المحلي، ومن ثم مخزنا ومستودعا في مركز التسوق.
في عام 1989، تم تسليم الكنيسة إلى الكنيسة الروسية الأرثوذكسية، وفي العام التالي عقدت الليتورجيا هناك مرة أخرى. وبعد فترة وجيزة من إصلاح المبنى، تم استعادة الديكور الداخلي أيضا.